# 10억 (영화)
"10억"(A Million)은 2009년에 개봉한 대한민국의 영화이다. 관객수 44만을 기록하고 막을 내렸다. 8명의 도전자들 중 서바이벌 형식의 게임에서 탈락하지 않고 최후로 살아남는 사람이 상금 10억을 타는 내용의 영화이다.
처음의 8명의 도전자들은 이 서바이벌 게임에 만약 탈락하게 된다면 그것은 그냥 단순히 탈락이라고 생각했으나 이 게임에서의 탈락자들은 결국 죽게 된다는 사실을 깨달은 나머지 도전자들은 10억을 타기 위해서가 아니라 살기 위해서 숲 속에 숨겨진 수많은 카메라 감시망 속을 헤집고 탈출하려 한다.
이 영화는 단순히 10억을 놓고 벌이는 게임에 불과한 것이 아니라 현대 사회 인간들의 이기적인 모습을 비판하기 위한, 그리고 그 차가운 무관심을 벌하기 위한 게임이였음을 알려준다.

## 줄거리
어느 날, 서바이벌 게임에서 최후로 남는 자가 상금 '10억'을 탈 수 있다는 소식을 들은 8명의 도전자들이 10억을 얻기 위해 호주 퍼스(Perth)로 모이게 된다. 그 게임의 사회자이자 PD인 장PD(박희순)는 첫 번째 게임을 시작하고 카메라맨 서기사(정석용)는 옆에서 그 모습을 촬영하게 된다.
우선 첫 번째 게임에서는 최욱환(이천희)가 1등으로 이겼음에도 불구하고 나중에 투표로 탈락이 되어 울분을 삼키게 된다. 그리고 그 다음날, 장PD는 두 번째 게임으로 화살찾기 게임을 한다.
규칙은 이렇다. 장PD가 사냥용 화살을 저 숲 속으로 몇 발 쏜 뒤에 그 화살을 잡는 사람이 그 게임을 통과하게 되는 것이다. 일제히 7명의 도전자들은 그 화살을 찾기 위해 숲 속을 뒤지던 도중 도전자 중 한 여자가 나머지 한 화살이 어제 탈락한 최욱환의 가슴에 꽂혀 있는 모습을 보고는 질겁을 하며 장PD에게 이 게임을 안 하겠다고 울부짖었다. 그러자 장PD는 두 번째 탈락자가 나타났다며 그 자리에서 그 여자를 화살로 쏴 죽이고 만다. 이런 장PD의 흉악함과 잔인함을 눈 앞에서 본 남은 6명의 도전자들중에 한기태(박해일)를 중심으로 해서 이 게임을 포기하고 탈출할 것을 다짐한다.
하지만 이 숲에 있는 수많은 감시카메라 때문에 그들이 어디 있게 되는지 장PD에게는 다 파악된다. 이들은 한참을 걷다가 사막까지 가게 된다.
하지만 탈수와 탈진 등으로 쓰러지게 되고 장PD는 세 번째 게임으로 저 건너편에 있는 오아시스에 당도한 사람이 이 게임을 통과할 수 있다고 말했다. 6명의 도전자들은 장PD의 말을 듣지 않기로 했으나 살기 위해서 오아시스까지 가게 되고, 그중 체력이 딸려 지쳐 쓰러진 한 명을 놔두고 오게 된다. 그렇게 남은 도전자는 5명. 한기태(박해일), 조유진(신민아), 박철희(이민기), 박철희의 여자친구, 그리고 한 여자이다.
이렇게 도전자들이 한 명씩 처참히 죽어가는 모습을 보고는 특히 한기태와 박철희는 장PD를 죽일 것이라 다짐한다. 그래서 카메라가 이들을 계속 촬영하고 있다는 점을 이용하여 한기태와 박철희가 서로 싸우다 실수로 한기태가 죽게 되는 상황을 설정하게 되고 숨어있다가 한기태가 죽은 줄 알고 확인하러 온 장PD와 서기사를 덮치게 된다. 하지만 장PD가 사냥용 화살을 겨누는 바람에 인질로 잡고 있던 서기사를 눈앞에서 놔주게 된다.
그날 밤 카메라에 의해 계속 촬영되고 조PD에 술수에 농락을 당하고 있다고 생각한 이들은 한기태의 의견을 따라 숲이 없는 지역, 즉 길이 없는 지역으로 다니게 된다. 그렇게 길 없는 곳으로 가다가 강을 발견하게 되고 강 옆에 있던 카누 2개를 의심없이 타게 된다. 카누 1개에는 한기태와 조유진, 박철희와 그의 여자친구가 타게 되고 2번째 카누를 나머지 여자가 타 앞장서게 된다. 그러나 강의 급류가 점점 세지면서 카누의 무게 중심이 뒤집혀지려 하게 되고, 박철희의 여자친구가 빠지다가 다시 건져 올려지긴 했으나 그들보다 앞장서 가던 여자는 카누가 뒤집히자 급류에 휩쓸려 없어지게 된다. 그리고 그 모습을 유유히 촬영하고 있던 장PD와 서기사. 촬영 도중에 서기사가 촬영을 잘 못하게 되자 장PD는 서기사를 발로 차 버리고 흥분하며 그 여자가 죽는 모습을 촬영하고 발에 차여 떨어질 뻔한 서기사는 그를 원망스러운 눈빛으로 쳐다본다. 그리고 간신히 옆 강가에 다다른 4명은 그 여자의 오른쪽 팔이 심하게 꺾인 채 나무더미에 걸려 죽어있는 모습을 보고는 또 분노하고 자신감을 상실케 된다.
카누에서 죽은 장면을 촬영한 장PD와 서기사는 근처에 있는 빈 집으로 들어가게 된다. 거기서 장PD는 촬영환 비디오를 인터넷에 올리며 실시간 생중계로 보여주고 있었고 사람이 죽어가는 모습을 보며 여러 가지 댓글을 남기는 사람들을 한심히 생각한다. 한편 장PD 뒤에 있는 소파에 앉아있던 서기사는 그런 장PD의 잔인함과 아까 자신을 차 버린 분노로 카메라 지지대를 들고 뒤에서 장PD를 내리치려고 한다. 하지만 장PD는 옆에 있던 컴퓨터 모니터(전원이 꺼져 있는 상태)에 그 모습을 비춰 보고는 위기를 모면한 뒤 서기사를 주먹으로 한대 친 후 카메라 지지대의 고정 부분으로 서기사를 찔러 죽이게 된다.
그 동안 4명의 도전자들은 걸어다니다가 한 집을 발견하게 되고(장PD와 서기사가 있던 집) 대문 앞에 카메라가 놓여 있는 것을 본다. 여기에 장PD가 있다는 것을 확신한 이 들은 한기태와 박철희가 앞장서 문을 열고 쇼파에 누워있던 사람을 박철희가 장PD인 줄 알고 힘껏 내리치지만 그 카메라맨임을 알고 욕을 해댄다. 이들은 장PD가 여태까지 한 일들을 보며 분노하고 박철희는 들고 있던 나무몽둥이로 컴퓨터와 몰래카메라를 쳐부순다. 한편 한기태가 서랍에서 8명의 도전자들에 대한 정보가 나와있는 파일을 보고는 이들이 모인 것이 계획적이었음을 알아 챈다. 이윽고 한기태는 집 밖으로 나오게 되고 조유진도 뒤따라 나온다. 하지만 박철희의 여자 친구는 박철희가 남아 있자 그냥 남아있게 된다. 이렇게 2:2로 갈라지게 되고 누군가 한기태와 조유진을 총으로 쏘자 한기태와 조유진은 재빨리 피해 달아나고 집에 남아서 총 소리만 들은 박철희와 그의 여자친구는 이 2명이 죽었을 것이라 생각했다. 집에 단 둘이 남은 박철희와 그의 여자친구는 예전에 그들이 나누었던 추억과 사랑을 되새기며 서로의 사랑을 확인한 뒤 키스하게 된다. 하지만 키스를 하던 도중 이 여자친구만 죽이면 10억은 자신의 것이 될 것이라 생각한 박철희는 그의 여자친구를 칼로 찔러 죽이고 돈가방을 들고 집을 나온다. 하지만 장PD가 2명이 아직 남아있다고 말하면서 게임을 계속하라고 한다. 장PD가 총을 겨누고 있었기 때문에 박철희는 이 둘을 찾아 나서게된다.
한편 총을 피해 달아난 한기태와 조유진은 근처 바다 절벽가에 나와서 그들의 심정을 토론하고 서로를 위해주고 그 자리에서 그냥 잠이 들게 된다. 그리고 다음 날 먹을 것을 찾으려고 일어난 한기태와 조유진은 박철희를 만나게 되고 그의 여자친구는 어디 있냐고 채 묻지도 않았을 때 박철희는 이미 칼로 한기태의 팔에 상처를 낸 이후였다. 이윽고 한기태를 죽이려는 박철희와 살아남으려는 한기태는 처절한 육탄전을 벌이게 되고 한기태가 칼에 찔려 죽일 타이밍에 조유진이 무겁고 큰 돌로 박철희의 머리를 내리치게 된다. 박철희는 죽게 되고 8명의 도전자들 중에서 이제 남은 도전자들은 이 2명뿐이다. 이를 지켜보고 있던 장PD는 휴대용 카메라로 촬영을 하면서 마지막 게임으로 러시안 룰렛을 말하고는 총을 던져 준다.
첫 번째로 한기태가 그 총을 자신의 머리에 겨눈 뒤 쏘지만 불발, 2번, 3번. 4번 째도 불발이 되자 이제 진짜 탄알이 들어있을 거라 생각한 한기태는 그 총을 장PD에게 겨누어 쏘지만 불발, 장PD는 게임 규칙을 어겼기 때문에 총으로 한기태를 쏘게 되고 한기태는 쓰러지게 된다. 그 다음 장면으로는 조유진이 총을 장PD에게 쏴 장PD가 절벽에 떨어져 죽게 되고 조유진은 차를 몰고 한기태를 치유하기 위해 어디론가 가지만 울창한 숲에서 큰 나무가 쓰러져 앞길을 막는 바람에 더 이상 갈 수 없게 되고 과다 출혈로 한기태는 차 안에서 그만 죽고 만다. 조유진은 차에서 내려 사람이 있는 곳으로 가기 위해 계속 걷고 뛰기를 반복한다.
결국 그녀도 탈진해 쓰러지게 되다가 저쪽에서 차 오는 소리를 듣자 도로로 뛰어든 뒤 쓰러진다. 그 차에 탄 호주 경찰들은 그녀의 신분을 확인한 뒤 안전하게 데려다 주고 그렇게 조유진 만이 대한민국으로 올 수 있게 되었다. 그 다음 장면의 조유진은 병원에 있었고 그 옆에는 의사와 형사가 있었다. 의사와 형사는 장PD가 올린 그 동영상을 다 본 후 형사는 조유진이 어쨌든 장PD를 쏴 죽였으니 문제가 될 것이라 말하지만 의사는 잠시나마 그녀를 좀 놔주기를 권한다. 그렇게 조유진은 병원에서 나오게 되고 약봉투를 받고는 택시를 타게 된다. 그런데 택시를 타다가 전화벨을 울려 확인 해 보니 그 약봉투에 한 핸드폰이 있는 걸 확인한 그녀는 전화를 받고는 장PD가 예전에 그 건물로 오라는 소리를 듣고는 그 장소로 가게 된다.
사실은, 그 동영상에서 장PD가 죽은 걸로 나오는 것은 장PD가 자작극으로 만든 것이고 실제 그때 상황은 이렇다. 조유진이 총을 장PD에게 겨누어 쏘게 되지만 애초에 그 총에 총알이 없던 터라 장PD는 총을 맞지 않게 되고 그는 이들에게 이런 게임을 주체한 이유를 설명하게 된다. 하지만 울분을 삼키며 하는 말이 "왜 그때 8명 중에서 한 명도 그녀를 도와주지 않았을까, 다 모른 척 했는지 정말 죽을 정도로 궁금해지더군" 등에 이상한 말을 하게 되고 "2년 전 사건을 기억하나?"라는 질문을 던진다. 그러자 쓰러져 있던 한기태는 그게 너와 무슨 상관이 있냐고 말하게 되고, 그 다음이 조유진이 차를 몰고 한기태를 치유하기 위해 가는 장면이 그때 실제 있었던 상황인 것이다.
어쨌든 장PD의 말을 듣고 그 건물에 들어가 1층에 있는 락커룸에서 키를 꺼내 문을 열어보니 돈가방이 있음을 확인하게 된다. 비밀번호를 알아서 돈가방을 연 조유진은 그 안에 진짜 현금 10억을 보고는 놀라 가방 문을 닫는다. 그리고 건물안을 나오려고 할 때 자기 옆에 있던 체인점에 유리를 통해 알바생을 보고는 장PD가 말한 2년 전의 그 일을 떠올리게 된다. 2년 전의 일은 이렇다. 그때는 그 체인점에서(지금 조유진이 있는 건물에 있는 1층 체인점) 조유진이 알바생으로 한 여자 손님의 물건을 계산해 주었다. 그러고는 한기태가 컵라면을 먹기 위해 나무젓가락을 가져간 뒤 체인점에서 컵라면을 먹는다. 그리고 아까 그 여자 손님이 장 본 것을 가지고 복도 밖을 가다가 실수로 한 남성과 부딪히게 된다. 하지만 그 남자는 미친 놈이라 한 번 부딪힌 것을 갖고는 그 여자의 머리채를 쥐어 잡고 사납게 폭행하고 다니기 시작한다. 그 여자가 죄송하다고, 살려 달라고 말해도 소용이 없다. 유리를 통해 이 모습을 본 한기태는 자기 가방에 있던 카메라를 꺼내 들고는 그 모습을 촬영하게 된다. 남자는 여전히 그 여자의 머리채를 잡고는 욕을 해 대며 끌고 다닌다. 그러자 화장실에서 그 모습을 본 여자 2명이 있으나 무서워하고는 그냥 모른 체 지나쳐 버리게 되고 남자는 여자를 강간 하려고까지 한다. 하지만 여자가 어떻게든 도망쳐 나와 보지만 또 잡히게 되고 비상구 계단에서도 생수통을 들고 배달하는 박철희, 회사에 가고 있던 최욱환, 그 뚱뚱한 남자까지 자신에게 설령 피해가 오고 일이 커질 까봐 바로 눈 앞에서도 모른 채 그냥 지나치게 된다. 여자는 벽에 머리를 세게 부딪혀 머리에 피가 나기까지 하고 바닥에 널부러지며 애처롭게 살려 달라고 애원한다. 그리고 지나가던 여자의 다리를 잡으려고 하지만 남자가 칼을 들고 도와주면 죽여버릴 거라 말하자 그 여자도 피하게 되고 쓰레기 버리러 나온 조유진도 이 모습을 보지만 옆에서 가만히 지켜보고 있을 뿐이다. 남자는 여자를 붙들고 건물 밖으로 나오려 하고 건물 밖에서 안으로 들어오던 박철희의 여자친구도 이 모습을 보고는 겁에 질려 피하게 된다.
이윽고 건물 밖에 나온 남자는 칼로 여자를 찌르고 도망친다. 칼에 맞아 쓰러진 여자는 카메라를 보며 마지막 구원의 손길을 내밀지만 카메라를 들고 있던 한기태 역시, 촬영만 하고는 아무런 조치를 하지 않게 된다. 2년 전의 일이 이 것이다. 그리고 처참히 끌려 다니며 죽은 여자는 바로 장PD의 사랑하던 아내였고 자기 아내가 죽어가는 모습을 보고도 그 누구도 도와주지 않은, 그 카메라에 찍힌 8명을 찾아 똑같이 경험을 시켜 주려 한 것이다. 그래서 게임에서 탈락한 사람은 죽는 것이었고 그 모습을 카메라로 찍어 온 것이었다. 그렇게 장PD의 뜻을 안 조유진은 장PD가 걸은 핸드폰을 통해 이제 속이 시원하냐고 묻는다. 장PD는 옥상에서 전화를 하고 있었고 조유진이 뭐라고 말을 하던 중에 옥상에서 떨어져 자살하게 된다. 말하던 도중 전화가 끊기자 장PD가 죽었다는 것을 알아챈 조유진은 돈가방을 들고 건물 밖에 나오게 된다. 그리고 자기가 있던 그 건물 바로 앞에 떨어져 죽은 장PD를 보게 되지만 많은 사람들 사이로 유유히 그곳을 빠져나가는 장면으로 영화는 끝이 난다.

## 캐스팅

### 주연
- 박해일 : 한기태 역 - 28세. 프리랜서PD. (특기 - 예민한 지각, 뛰어난 관찰력)
- 박희순 : 장민철 PD 역 - 서바이벌 게임쇼 기획자
- 신민아 : 조유진 역 - 25세. 파트타임 알바. (특기 - 강인한 생명력, 친화력)
- 이민기 : 박철희 역 - 28세. 고층빌딩 유리닦이. (특기 - 해병대 출신! 몸 쓰는 건 뭐든지 자신 있음)
- 정유미 : 김지은 역 - 24세. 고시생. (특기 - 뛰어난 암기력)
- 이천희 : 최욱환 역 - 29세. 증권사 근무. (특기 - 절대 굽히지 않는 승부욕 )

### 출연
- 고은아 - 이보영 역 - 25세. 술집 호스티스. (특기 - 빼어난 미모와 애교)
- 유나미 : 홍수연 역 - 27세. 수영선수. (특기 - 천부적인 운동감각, 생명력)
- 김학선 : 하승호 역 - 31세. 무직. (특기 - 없음)
- 정석용 : 서기사 역 - 카메라맨
- 최무성 : 김 형사 역
- 강왕수 : 박 형사 역
- 신동미 : 안 박사 역
- 이은우 : 장민철의 처 역
- 김준배 : 괴한 역
- 김중기 : 강 형사 역
- 김채린 : 룸살롱 마담 역
- 연송하 : 증권사 동료 역
- 한서은 : 수연 동료 역
- 윤성재 : 퀵서비스맨 역
- 김상호 : 철거용역반장 역
- 백재호 : 택시기사 역
- 최서우 : 비행사(목소리) 역
- 정쥬드 : 관제사(목소리) 역